# Icflix
Icflix est une plate-forme de streaming légal et de la vidéo à la demande implantée à Dubai Media City et qui est destinée au Moyen-Orient et à l'Afrique du Nord (MENA). Elle fournit des films, des séries TV, des dessins-animés et des documentaires Jazwood (contenus en arabe), Bollywood et Hollywood.
Le service de streaming peut être utilisé dans le monde entier, néanmoins les marchés principaux de la firme sont les suivants : Maroc (1er site de streaming légal dans le pays), Égypte, Koweït, Émirats arabes unis, Tunisie et Arabie saoudite.
En février 2015, la compagnie a lancé le paiement par SMS pour ses utilisateurs marocains et le paiement par carte pour les utilisateurs tunisiens, pendant ce même mois Icflix a annoncé avoir atteint 250 000 abonnés dans la région MENA.
En 2014, icflix lance l’application “icflix kids sur les appareils Samsung”, en partenariat avec le géant de l’électronique Samsung.

## Contenu original
En octobre 2014, icflix démarre la production de ses propres films. Pour le moment deux films égyptiens ont vu le jour : HIV, et Al Makida
HIV est un film qui tourne autour du VIH et son impact social sur les personnes infectées par la maladie, réalisé par Mohammad Adel, avec Mohammad Al Sharnouby et Alia Assaf. Al Makida est un drame policier, réalisé par Ahmed Hassan avec une équipe de jeunes acteurs : Karim Abdel Khalek, Nour Mahmoud et Moustafa Abdel Salam.

## Appareils compatibles
Les appareils compatibles avec le service Icflix sont les suivants :
- Samsung : Smartphones, tablettes et Téléviseurs HD
- LG : Smartphones & Téléviseurs HD
- Apple : iPhone & iPad
- Microsoft : Smartphones et tablettes
- Microsoft Xbox
- Thomson (Algérie )